# ASARCO
ASARCO, Inc.  (American Smelting and Refining Company) es una empresa productora de cobre y otros metales. Establecida en Tucson, Arizona, es subsidiaria de Grupo México.
Entre los productos de ASARCO se encuentran bismuto, antimonio, arsénico, cadmio, cobre, plomo, azufre, selenio, óxido de plomo, óxido de bismuto, plata y oro.

## Historia
Fue fundada en 1899 como la American Smelting and Refining Company. (ASARCO), en 1979 cambió su nombre por ASARCO Incorporated. Meyer Guggenheim y sus hijos asumieron el control de la compañía en 1901. En 1916, hombres de Pancho Villa mataron y mutilaron a 17 empleados de ASARCO, este fue uno de los incidentes que provocaron La Expedición Punitiva de militares de los Estados Unidos contra Villa en territorio mexicano.
En 1950 estalló un conflicto laboral en la Mexican Zinc Co. filial de ASARCO en Coahuila, México. El conflicto conocido como la Huelga de Nueva Rosita se extendió por cerca de 6 meses con solución desfavorable para los mineros.
Cien años después de su fundación, en 1999, el Grupo México, que desde 1965 poseía el 49% de las acciones, compró ASARCO.
El 17 de agosto de 2005, ASARCO se declaró en bancarrota.
La minera Grupo México SAB informó el lunes que ofrecerá US$1300 millones en efectivo para sacar a su filial Asarco LLC de la bancarrota y derrotar a una oferta presentada por la compañía india Vedanta Resources Plc.

## Filial en México
En 1950, la Mexican Zinc Co., filial de la American Smelting and Refining Co. (ASARCO), había recortado las prestaciones de los trabajadores, además de que las condiciones laborales en la mina eran deplorables. El 17 de septiembre los mineros agrupados en la Sección 14, fracción I (pertenecientes a las minas de Nueva Rosita, Palau y Cloete) del Sindicato Industrial de Trabajadores, Mineros, Metalúrgicos y Similares de la República Mexicana (SITMMSRM), entregaron un pliego de violaciones al Contrato colectivo de trabajo y un emplazamiento a huelga para el 16 de octubre a la Junta de Conciliación y Arbitraje de la Secretaría del Trabajo, la cual resolvió apoyar a la empresa norteamericana; declaró improcedentes las demandas e inexistente la huelga. Los patrones de las minas contrataron 1,500 esquiroles y despidieron a los huelguistas.
Debido a la guerra de Corea en 1950 se había incrementado hasta un 60% el precio de los minerales, la compañía minera tuvo utilidades de 338 millones de pesos, para no pagar al fisco ni las utilidades de los trabajadores, sobornó a Ramírez Vázquez con 38 millones de pesos (el 10%) a cambio de romper la organización sindical minera. Esto mermó severamente el movimiento obrero independiente en México de los años posteriores

## Contaminación ambiental
Asarco por cuestiones ambientales fue en 1910 promovido por un grupo de granjeros en el condado de Solano, California por las emisiones del dióxido de sulfuro de la fundidora de la compañía en la Área Metropolitana de San Francisco. La corte concedió una prescripción que cerró la fundidora, y la decisión fue mantenida por el Tribunal Supremo de California. Sin embargo uno de los abogados de Asarco consiguió un comité designado, que incluyó a un químico designado por la compañía, Asarco consiguió un acuerdo para volver a abrir y restringir la liberación de dióxido de sulfuro a 30 toneladas por día. 
En los años 70, el Centro para el Control de Enfermedades encontró responsable a la fundidora de Asarco en El Paso, Texas de los altos niveles de plomo en los niños que vivieron cerca, sobre todo en las colonias periféricas de Ciudad Juárez ya que la planta se ubica justo en la rivera del río Bravo en la frontera con México. La ciudad texana ganó un juicio contra la compañía y, aunque negó la culpabilidad, Asarco convino la supervisión estricta para la liberación de plomo, zinc, cadmio, y arsénico así como proporcionar exámenes de sangre y terapia médica a los niños envenenados con plomo.
En 2003, Asarco y la Agencia de Protección Ambiental instalaron una fondo fiduciario de $100 millones para ayudar a pagar los costes de limpieza ambiental de la compañía. Los costes estimados reales para la limpieza estaban entre $500 millones de y $1 mil millones, en fecha 2006.

## Demolición de las chimeneas principales en El Paso
El sábado 13 de abril, de 2013, alrededor de las 6:55 a. m., se llevó a cabo la demolición de las chimeneas de la planta fundidora ASARCO, poniendo fin a una larga historia de enfrentamientos entre vecinos de las colonias aledañas al sitio y las autoridades de las tres instancias de gobierno por la inacción frente a los presuntos casos de contaminación que provocaron la muerte de algunos juarenses y dañaron la salud de otros.
Desde los inicios de ASARCO en El Paso, y hasta su demolición, esta empresa fundidora ha causado gran controversia por el enorme daño ambiental causado por las grandes emanaciones de gases tóxicos, así como los daños a la salud, como detección de plomo en la sangre, así como malformaciones de recién nacidos, principalmente a personas juarenses que habitan en las orillas del Río Bravo, donde anteriormente se encontraban las chimeneas.